# Navzkrižje interesov
Navzkrižje interesov ali kolizija interesov (angleško conflict of interest, COI) je situacija, v  kateri ima oseba ali organizacija dva ali več finančnih ali drugačnih interesov, pri čemer bi lahko en interes prevladal nad drugim. Običajno se to nanaša na primere, ko bi lahko osebni interes osebe ali organizacije negativno vplival na dolžnost sprejemanja odločitev v korist tretje osebe.
»Interes« je zavezanost, obveznost, dolžnost ali cilj, povezan z določeno družbeno vlogo ali prakso. Po definiciji se »navzkrižje interesov« pojavi, če ima oseba v določenem kontekstu sprejemanja odločitev dva hkratna interesa, ki si medsebojno nasprotujeta. To je pomembno, ker lahko ovira ali kompromitira proces sprejemanja odločitev tako, da je zmanjšana integriteta ali zanesljivost izida.
Običajno se navzkrižje interesov pojavi, ko ima oseba hkrati dve družbeni vlogi, iz katerih izhajajo nasprotujoče si koristi ali lojalnosti. Vpleteni interesi so lahko finančni ali nefinančni. Obstoj takega navzkrižja je objektivno dejstvo in ne stanje mišljenja ter samo po sebi ne pomeni spodrsljaja ali moralne napake. Vendar pa je zlasti v kontekstu upravljanja pomembno, da so taki interesi jasno razvidni in da zanje velja strog in dosleden postopek ločevanja. Običajno to pomeni, da se oseba z navzkrižjem interesov eni od nasprotujočih si vlog odreče ali se iz določenega postopka odločanja izključi.
Prisotnost navzkrižja interesov je neodvisna od pojava neprimernosti. Navzkrižje interesov je torej mogoče odkriti in prostovoljno odpraviti, preden pride do korupcije. Navzkrižje interesov obstaja, če je iz okoliščin mogoče razumno sklepati (na podlagi preteklih izkušenj in objektivnih dokazov), da ustvarja tveganje, da bi lahko na odločitev neutemeljeno vplivali drugi, sekundarni interesi, ne glede na to, ali na zadevno osebo sekundarni interes dejansko vpliva.
Zelo pogosta opredelitev navzkrižja interesov je naslednja: »Navzkrižje interesov je sklop okoliščin, ki ustvarjajo tveganje, da bo na profesionalno presojo ali delovanje v zvezi s primarnim interesom neupravičeno vplival sekundarni interes.« Primarni interes pomeni glavne cilje poklica ali dejavnosti, kot so zaščita strank, zdravje bolnikov, integriteta raziskovanja in dolžnosti javnega uradnika. Sekundarni interesi vključujejo osebno korist in niso omejeni samo na finančno korist, ampak gre lahko tudi za motive, kot sta želja po poklicnem napredovanju ali želja narediti uslugo družini in prijateljem. Pravila o navzkrižju interesov v javni sferi se osredotočajo predvsem na finančna razmerja, saj so ta razmeroma bolj objektivna, izmenljiva in količinsko določljiva, ter običajno veljajo na političnem, pravnem ali medicinskem področju.
Navzkrižje interesov je sklop okoliščin, v katerem lahko na profesionalno presojo o primarnem interesu (npr. dobrobiti bolnika ali veljavnosti raziskave) neupravičeno vpliva sekundarni interes (npr. finančna korist). Pravila o navzkrižju interesov [...] urejajo razkritje in izogibanje takim okoliščinam.— Dennis F. Thompson, The New England Journal of Medicine, 1993